# Tritodynamia japonica
Tritodynamia japonica is een krabbensoort uit de familie van de Macrophthalmidae. De wetenschappelijke naam van de soort is voor het eerst geldig gepubliceerd in 1894 door Ortmann.